# Global City Square
Le Global City Square est un gratte-ciel de 319 mètres construit en 2016 à Canton en Chine.